# Arnissa
Arnissa (en griego: Άρνισσα; antes de 1926: Όστροβον, Ostrovo;) es una ciudad de la unidad regional de Pella, en Macedonia, Grecia. Se encuentra cerca del lago Vegorítida y del monte Kaimakchalan y es la sede del municipio de Vegorítida. Tiene una población de 1370 habitantes (en 2021).

## Historia
El asentamiento es mencionado por primera vez por Tucídides como una de las ciudades macedonias más antiguas, lo que se identifica con las antiguas ruinas cercanas a la actual aldea del mismo nombre, concretamente en la pequeña península del lago Vegoritida, donde se encontraron diversos hallazgos arqueológicos (elementos arquitectónicos e inscripciones). La región quedó bajo el control del Imperio romano en el siglo I a. C. La batalla de Ostrovo se libró cerca de la ciudad en 1041. A finales del siglo XIV, con la conquista otomana, Ostrovo se convirtió en la sede de un mudirlik. En 1798 pasó a estar bajo la jurisdicción de Alí Pachá.
A finales del siglo XIX, vivían en el asentamiento aproximadamente 300 familias, de las cuales 200 eran cristianas y el resto musulmanas, y la población era de habla eslava. Simultáneamente, comenzaron las tensiones entre los patriarcales y exarquistas búlgaros, quienes ocuparon por la fuerza los dos lugares sagrados más importantes del pueblo.
Durante la Guerra de Macedonia, algunos ostrovitas participaron en las fuerzas guerrilleras griegas, siendo el principal combatiente macedonio el jefe Christos Stogiannidis. Se produjeron enfrentamientos en la zona entre los ejércitos griego y turco el 3 y 4 de noviembre de 1912 durante las Guerras de los Balcanes.

## Monumentos
En 1953, al retirarse las aguas del lago, se descubrieron las ruinas de una necrópolis prehistórica, que también constituyen uno de los atractivos de la zona. Cabe destacar también las iglesias de la Asunción (1860) y de la Santísima Trinidad (construida en 1865).

## Geografía
Arnissa se encuentra a una altitud de 560 metros, está a 20 km de Edessa y se encuentra en el límite con la prefectura de Florinis, mientras que a poca distancia, a una altitud de 1.150 metros, se encuentra el antiguo asentamiento de Agios Athanasios, uno de los lugares turísticos más famosos de la zona.

## Economía
Arnissa es conocida por sus cultivos de manzanas, aunque también hay una cooperativa de mujeres que produce, con métodos tradicionales, pasta, dulces de cuchara, encurtidos, pimentón y compotas.

## Transporte
El asentamiento cuenta con servicios de las compañías regionales y Proastiakos a Salónica y Flórina.